# Mimasura strigicostalis
Mimasura strigicostalis är en fjärilsart som beskrevs av George Francis Hampson 1910. Mimasura strigicostalis ingår i släktet Mimasura och familjen nattflyn. Inga underarter finns listade i Catalogue of Life.